# Seznam slovenských hráčů v NHL v sezóně 2016/2017
Seznam slovenských hráčů v NHL v sezóně 2016/2017 uvádí slovenské hokejisty, kteří v této sezóně hráli za některý tým v kanadsko-americké NHL.

| Tým                                   | Věk | Hráč            | Post | Počet zápasů ZČ | Branky ZČ | Asistence ZČ | Body ZČ | Počet zápasů v play off | Branky v play off | Asistence v play off | Body v play off | Poznámka / hrál také za     | Statistiky v NHL |
| ------------------------------------- | --- | --------------- | ---- | --------------- | --------- | ------------ | ------- | ----------------------- | ----------------- | -------------------- | --------------- | --------------------------- | ---------------- |
| Chicago Blackhawks                    | 25  | Richard Pánik   | F    | 82              | 22        | 22           | 44      | 4                       | 0                 | 1                    | 1               |                             |                  |
| Chicago Blackhawks                    | 37  | Marián Hossa    | F    | 73              | 26        | 19           | 45      | 4                       | 0                 | 0                    | 0               |                             |                  |
| Detroit Red Wings                     | 26  | Tomáš Tatar     | F    | 82              | 25        | 21           | 46      | Ne                      |                   |                      |                 |                             |                  |
| Boston Bruins                         | 39  | Zdeno Chára     | D    | 75              | 10        | 19           | 29      | 6                       | 0                 | 1                    | 1               |                             |                  |
| Edmonton Oilers                       | 30  | Andrej Sekera   | D    | 80              | 8         | 27           | 35      | 11                      | 1                 | 2                    | 3               |                             |                  |
| Toronto Maple Leafs                   | 24  | Martin Marinčin | D    | 25              | 1         | 6            | 7       | 6                       | 0                 | 0                    | 0               |                             |                  |
| New York Islanders                    | 31  | Jaroslav Halák  | G    | 28              | 0         | 0            | 0       | Ne                      |                   |                      |                 |                             |                  |
| Los Angeles Kings Tampa Bay Lightning | 34  | Peter Budaj     | G    | 53 6            | 0         | 0            | 0       | Ne                      |                   |                      |                 |                             |                  |
| Los Angeles Kings                     | 34  | Marián Gáborík  | F    | 56              | 10        | 11           | 21      | Ne                      |                   |                      |                 |                             |                  |
| Detroit Red Wings Chicago Blackhawks  | 24  | Tomáš Jurčo     | F    | 16 13           | 0 1       | 0            | 0 1     | Ne                      |                   |                      |                 | Grand Rapids Griffins (AHL) |                  |
| Winnipeg Jets                         | 22  | Marko Daňo      | F    | 38              | 4         | 7            | 11      | Ne                      |                   |                      |                 | Manitoba Moose (AHL)        |                  |

- F = Útočník
- D = Obránce
- G = Brankář